# Piesseville
Piesseville is een plaats in de regio Wheatbelt in West-Australië.

## Geschiedenis
Ten tijde van de Europese kolonisatie leefden de Wiilman Nyungah in de streek.
Toen in 1889 de Great Southern Railway opende, werd in de streek een nevenspoor aangelegd dat 'Buchanan River' of 'Buchanan' heette. In december 1903 werd het dorp Buchanan er officieel gesticht en naar het nevenspoor vernoemd.  Omdat er reeds een Buchanan in New South Wales bestond veranderde het dorp in maart 1905 van naam en werd Barton, naar de eerste Australische premier Edmund Barton.
In 1906 opende het Barton Hotel langs de Great Southern Highway. Tegen 1996 was het hotel een private residentie geworden. Nog in 1906 werd de gemeenschapszaal van het dorp geopend.
Toen de Trans Australian Railway in 1917 werd vervolledigd, besliste de federale overheid om alle stations op de lijn naar voormalige Australische premiers te vernoemen. De West-Australische overheid werd gevraag om het dorp van naam te veranderen om verwarring te vermijden. In december 1918 werd het dorp Piesse genoemd, naar twee plaatselijke vooraanstaanden, F. & C. Piesse. Er ontstond wederom verwarring en op vraag van de heer A.E. Piesse veranderde het dorp in december 1923 nogmaals van naam en werd Piesseville.

## Beschrijving
Piesseville maakt deel uit van het lokale bestuursgebied (LGA) Shire of Wagin, een landbouwdistrict. Het heeft een gemeenschapszaal. Piesseville telde 49 inwoners in 2021, tegenover 246 in 2006.

## Transport
Piesseville ligt langs de Great Southern Highway, 211 kilometer ten zuidoosten de West-Australische hoofdstad Perth, 241 kilometer ten noorden van Albany en 16 kilometer ten noorden van Wagin, de hoofdplaats van het lokale bestuursgebied waarvan het deel uitmaakt.
De Great Southern Railway loopt door Piesseville. De spoorweg maakt deel uit van het goederenspoorwegnetwerk van Arc Infrastructure. Er rijden geen reizigerstreinen.

## Klimaat
Piesseville kent een warm mediterraan klimaat, Csa volgens de klimaatclassificatie van Köppen. De gemiddelde jaarlijkse temperatuur bedraagt 15,9 °C en de gemiddelde jaarlijkse neerslag ligt rond 387 mm.